# Constantin Dinculescu
Constantin Dinculescu, né le 23 novembre 1898 à Alexandrie (Roumanie et décédé le 15 septembre 1990 à Bucarest, était un ingénieur en énergie et un universitaire roumain.
Après des études supérieures commencées à l'université de Iași et poursuivies à l'Institut polytechnique de Bucarest, il devient ingénieur en électromécanique,. Spécialisé dans la conception et la construction de systèmes de distribution d'électricité, il mène les travaux préalables qui conduisent à la construction des centrales hydroélectriques des Portes de Fer,. Il conçoit l'électrification de la voie ferrée Bucarest-Ploiești-Brașov ,, mise en œuvre entre 1959 et 1966, apporte des contributions importantes à la conception des centrales électriques de Doiceşti (en), Ovidiu, Comăneşti (en), Borzești et Petroșani, les centrales hydroélectriques de Bicaz et de Sadulangue puis le réseau à haute tension du județ de Prahova et les réseaux de distribution d'électricité d'Arad et de Ploiești,. Il occupe le poste de directeur central de l'électricité industrielle puis de Directeur général de l'énergie au ministère de l'industrie, entre 1953 et 1964,.Il fut recteur de l'Université Politehnica (Bucarest) entre 1960 et 1970, il a contribué au développement de l'enseignement de l'ingénierie de l'énergie en Roumanie, en introduisant une discipline d'ingénierie nucléaire au programme d'études.
Il a reçu l’Ordre de l'Étoile de Roumanie et l'Ordre du Travail en 1963.

## Publications
- (ro) Dela roata morill la turbinǎ, Bucarest, Editura tehnică, 1954 (OCLC 660700114).
- (ro) Centrale termoelectrice: probleme de proiectare, Bucarest, Editura tehnică, 1959 (OCLC 39927991).
- (es) La Formación de cuadros de obreros y técnicos en la R. P. de Rumanía : Conferencia pronunciada el 4 de mayo de 1962 en el Teatro Conrado Benítez de Ciudad Libertad, La Havane, Ediciones del Instituto de superacción educacional, Dpto. de documentación pedagógica, 1963 (OCLC 460101593).
- (ro) C. Dinculescu et C. Burducea, Retele termice şi hidropneumatice, Bucarest, 1968 (OCLC 660891833).
- (ro) C. Dinculescu, N. Dănilă et V. Pimsner, Analiza termodinamicà a schemelor centralelor electrice, Bucarest, Editura academiei republicii socialiste România, 1967 (OCLC 27022934).
- (ro) Constantin Dinculescu (coordination générale), Luca-Fabiu Bădescu, Silviu Bogdan et Victor Bunea, Istoria energeticii şi electrotehnicii în România, Bucarest, Editura tehnică, 1981 (OCLC 164624955).